# Lista de Estados soberanos em 1930

## África
| Bandeira | Nome                 | Capital(is)                                               | Forma de Governo/Tipo | Existência              | Localização |
| -------- | -------------------- | --------------------------------------------------------- | --------------------- | ----------------------- | ----------- |
|          | Reino do Egito       | Cairo                                                     | Monarquia             | 1922 - 1953             | Norte       |
|          | Império Etíope       | Adis-Abeba                                                | Monarquia             | 1270 - 1974             | Leste       |
|          | República da Libéria | Monróvia                                                  | República             | 1847 - estado existente | Oeste       |
|          | União Sul-Africana   | Pretória, Cidade do Cabo, Bloemfontein e Pietermaritzburg | Monarquia             | 1910 - 1961             | Sul         |

## América
| Bandeira | Nome                          | Capital(is)                        | Forma de Governo/Tipo      | Existência              | Localização              |
| -------- | ----------------------------- | ---------------------------------- | -------------------------- | ----------------------- | ------------------------ |
|          | República Argentina           | Buenos Aires                       | República/Ditadura Militar | 1816 - estado existente | América do Sul           |
|          | República da Bolívia          | Sucre (de jure), La Paz (de facto) | República                  | 1825 - estado existente | América do Sul           |
|          | Estados Unidos do Brasil      | Rio de Janeiro                     | República/Ditadura         | 1822 - estado existente | América do Sul           |
|          | Domínio do Canadá             | Ottawa                             | Monarquia                  | 1867 - 1982             | América do Norte         |
|          | República do Chile            | Santiago                           | República                  | 1818 - estado existente | América do Sul           |
|          | República da Colômbia         | Bogotá                             | República                  | 1810 - estado existente | América do Sul           |
|          | República da Costa Rica       | San José                           | República                  | 1821 - estado existente | América Central          |
|          | República de Cuba             | Havana                             | República                  | 1898 - estado existente | América Central (Caribe) |
|          | República Dominicana          | Santo Domingo                      | República                  | 1844 - estado existente | América Central (Caribe) |
|          | República de El Salvador      | San Salvador                       | República                  | 1821 - estado existente | América Central          |
|          | República do Equador          | Quito                              | República                  | 1822 - estado existente | América do Sul           |
|          | Estados Unidos da América     | Washington, D. C.                  | República                  | 1776 - estado existente | América do Norte         |
|          | República de Guatemala        | Cidade da Guatemala                | República                  | 1821 - estado existente | América Central          |
|          | República do Haiti            | Porto Príncipe                     | República                  | 1804 - estado existente | América Central (Caribe) |
|          | República de Honduras         | Tegucigalpa                        | República                  | 1821 - estado existente | América Central          |
|          | Estados Unidos Mexicanos      | Cidade do México                   | República                  | 1810 - estado existente | América do Norte         |
|          | República Nicarágua           | Manágua                            | República                  | 1821 - estado existente | América Central          |
|          | República do Panamá           | Cidade do Panamá                   | República                  | 1903 - estado existente | América Central          |
|          | República do Paraguai         | Assunção                           | República                  | 1811 - estado existente | América do Sul           |
|          | República do Peru             | Lima                               | República                  | 1821 - estado existente | América do Sul           |
|          | Domínio de Terra Nova         | St. John's                         | Monarquia                  | 1907 - 1949             | América do Norte         |
|          | República Oriental do Uruguai | Montevidéu                         | República                  | 1828 - estado existente | América do Sul           |
|          | Estados Unidos da Venezuela   | Caracas                            | República                  | 1811 - estado existente | América do Sul           |

## Europa
| Bandeira | Nome                         | Capital(is)     | Forma de Governo/Tipo             | Existência                     | Localização      |
| -------- | ---------------------------- | --------------- | --------------------------------- | ------------------------------ | ---------------- |
|          | Reino da Albânia             | Tirana          | Monarquia/Ditadura Militar, Reino | 1928 – 1939                    | Balcãs           |
|          | Andorra                      | Andorra-a-Velha | Diarquia, Principado              | 1814 - estado existente        | Pireneus         |
|          | República da Áustria         | Viena           | República                         | 1919 – 1934                    | Europa Central   |
|          | Reino da Bélgica             | Bruxelas        | Monarquia,Reino                   | 1839 - estado existente        | Europa Ocidental |
|          | Reino da Bulgária            | Sofia           | Monarquia, Czarado                | 1908 - 1946                    | Balcãs           |
|          | República da Tchecoslováquia | Praga           | República                         | 1918 – 1938                    | Europa Oriental  |
|          | Cidade Livre de Danzigue     | Danzigue        | República, Cidade-Estado          | 1920 – 1939                    | Europa Oriental  |
|          | Reino da Dinamarca           | Copenhague      | Monarquia, Reino                  | século VIII - estado existente | Escandinávia     |
|          |                              |                 |                                   |                                |                  |
|          |                              |                 |                                   |                                |                  |
|          |                              |                 |                                   |                                |                  |
|          |                              |                 |                                   |                                |                  |
|          |                              |                 |                                   |                                |                  |